# Meretrix petechialis
Meretrix petechialis is een tweekleppigensoort uit de familie Veneridae. De wetenschappelijke naam van de soort werd in 1818 voor het eerst geldig gepubliceerd door Jean-Baptiste de Lamarck.
Deze in de zeebodem levende soort komt voor in het noordwestelijk deel van de Stille Oceaan, onder meer langs de Chinese en Japanse kust en wordt gezien als delicatesse. Om te kunnen gedijen in water waarin veel bacteriën leven blijkt Meretrix petechialis erytromycine aan te maken, een antibioticum dat ook door micro-organismen wordt gemaakt.